# Dolton (Illinois)
Dolton es una villa ubicada en el condado de Cook en el estado estadounidense de Illinois. En el Censo de 2010 tenía una población de 23 153 habitantes y una densidad poblacional de 1908,09 personas por km².

## Geografía
Dolton se encuentra ubicada en las coordenadas 41°37′49″N 87°35′49″O / 41.63028, -87.59694. Según la Oficina del Censo de los Estados Unidos, Dolton tiene una superficie total de 12,13 km², de la cual 11,82 km² corresponden a tierra firme y (2,56%) 0,31 km² es agua.

## Demografía
Según el censo de 2010, había 23 153 personas residiendo en Dolton. La densidad de población era de 1908,09 hab./km². De los 23 153 habitantes, Dolton estaba compuesto por el 6,21% blancos, el 90,9% eran afroamericanos, el 0,12% eran amerindios, el 0,29% eran asiáticos, el 0,01% eran isleños del Pacífico, el 1,12% eran de otras razas y el 1,34% pertenecían a dos o más razas. Del total de la población el 2,69% eran hispanos o latinos de cualquier raza.